# Висванатан, Джеральдин
Джеральдин Висванатан (англ. Geraldine Viswanathan, род. 20 июня 1995) — австралийская актриса, наиболее известная благодаря роли Кайлы в фильме «Секса не будет!!!», главной роли в драме «Хала», роли в картине «Безупречный» и роли в комедийном сериале-антологии «Чудотворцы».

## Карьера
Отец — Суреш Вишванатан, врач в области ядерной медицины — имеет индийское тамильское происхождение; мать, Аня Райт — родом из Швейцарии.
В четыре года впервые появилась на телевидении. В 2016 году снялась в мюзикле «Эмо» и переехала в Лос-Анджелес для съемок пилота сериала. В 2017 Висванатан снялась в телевизионной драме «Джанет Кинг», вышедшей на телеканале ABC Австралия.
Первый большой успех к Висванатан пришёл после выхода фильма «Секса не будет!!!» в 2018 году, в картине она сыграла роль Кайлы Маннес. В том же году снялась в картине The Package производства Netflix и драме «Хала», которая была номинирована на фестивале независимого кино «Сандэнс». Издание The Hollywood Reporter включило Висванатан в список «20 восходящих звезд среди ярких блокбастеров и открытий на малом экране, которые меняют индустрию».
В 2019 году Джеральдин появилась в первом сезоне сериала-антологии «Чудотворцы» с Дэниэлом Рэдклиффом и Стивом Бушеми. В том же году на экраны вышел фильм «Безупречный», где партнёрами Висванатан в роли Рэйчел были Хью Джекман и Эллисон Дженни. Фильм основан на реальных событиях и получил признание критиков на кинофестивале «Сандэнс», а также был номинирован на премию «Эмми».
В 2020 году Висванатан снялась в картине «Галерея разбитых сердец», продюсером которого выступила Селена Гомес.
В шестом сезоне мультсериала «Конь БоДжек» озвучивала Тауни.

## Фильмография

### Кино
| Год  | Русское название  | Оригинальное название | Роль           | Примечания |
| ---- | ----------------- | --------------------- | -------------- | ---------- |
| 2018 | Секса не будет!!! | Blockers              | Кайла Маннес   |            |
| 2018 | Прибор            | The Package           | Бекки Абелар   |            |
| 2019 | Безупречный       | Bad Education         | Рейчел Баргава |            |
| 2021 | Лига монстров     | Rumble                | Винни Койл     | озвучание  |
| 2023 | Кошки-мышки       | Cat Person            | Тейлор         |            |
| 2023 | Плюшевый пузырь   | The Beanie Bubble     | Майя           |            |
| 2024 | Красотки в бегах  | Drive-Away Dolls      | Мэриан         |            |
| 2025 | Громовержцы*      | Thunderbolts*         | Мел            |            |

### Телевидение
| Год         | Русское название | Оригинальное название | Роль          | Примечания      |
| ----------- | ---------------- | --------------------- | ------------- | --------------- |
| 2019 — 2023 | Чудотворцы       | Miracle Workers       | Элайза Хантер | Регулярная роль |